# CV-355
La CV-355 es una carretera autonómica valenciana que inicia su recorrido en el enlace con la CV-35 en Aras de los Olmos y finaliza en el límite con la Provincia de Teruel cerca de la población de Arcos de las Salinas. La carretera es competencia de la Generalidad Valenciana.

## Nomenclatura

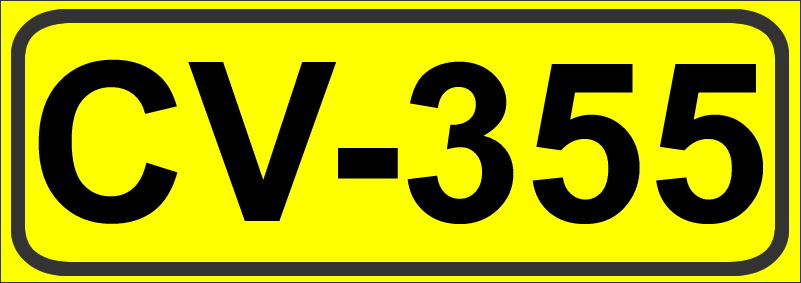
Indicador

La CV-355 pertenece a la red de carreteras de la Generalidad Valenciana. Su nombre viene de la CV (que indica que es una carretera autonómica de la Comunidad Valenciana) y el 355, es el número que recibe dicha carretera, según el orden de nomenclaturas de las carreteras de la Comunidad Valenciana.

## Historia
La CV-355 sustituye a las carreteras locales V-604 y V-601.

## Trazado
La CV-355 es una carretera de montaña que inicia su recorrido en la población de Aras de los Olmos y dirigiéndose hacia el nordeste atraviesa la aldea de Losilla. A continuación la carretera atraviesa un tramo de montaña donde enlaza con la carretera CV-350 que se dirige hacia La Yesa y Alpuente, finaliza su recorrido en el límite con la Provincia de Teruel cerca de Arcos de las Salinas.
- Datos: Q5737609